# Narka, Kansas
Narka är en ort i Republic County i delstaten Kansas, USA.